# Cowboy Bebop - Tsuioku no serenade
Cowboy Bebop - Tsuioku no serenade (カウボーイビバップ 追憶の夜曲（セレナーデ）?, Kaubōi Bibappu Tsuioku no serenāde, "Cowboy Bepop: La serenata della reminiscenza") è un videogioco d'azione/combattimento per PlayStation 2 pubblicato dalla Bandai esclusivamente in Giappone il 25 agosto 2005. Si tratta di una storia originale basata sull'anime Cowboy Bebop.

## Trama
Il videogioco segue una storia originale ambientata nell'universo dell'anime Cowboy Bebop. Gli eventi della trama ruotano intorno alla ricerca del tesoro di una nave pirata, ad una misteriosa canzone intitolata Diamonds e ad una misteriosa organizzazione che mette i bastoni fra le ruote all'equipaggio della Bebop.

## Modalità di gioco
I personaggi giocabili nel gioco sono Spike Spiegel, Faye Valentine e Jet Black, ognuno doppiato dal suo rispettivo doppiatore televisivo, mentre Ed serve a fornire supporto morale ai personaggi e dire al giocatore l'obiettivo della missione. L'azione del gioco varia dallo sparatutto ai rompicapo, al simulatore di volo a seconda del livello. Fra un livello e l'altro l'azione viene legata da una serie di filmati realizzati in computer grafica 3D. Nel corso dei livelli il giocatore accumula dei punti bonus che servono a sbloccare alcuni contenuti bonus del gioco, come le schede dei personaggi o l'accesso alle singole musiche della colonna sonora gioco.

## Colonna sonora
La colonna sonora del videogioco è realizzata con le musiche composte da Yōko Kanno, che aveva composto anche le musiche della serie. Nel gioco sono incluse anche tre canzoni inedite composte appositamente, pubblicata nel 2005 dall'etichetta Sunrise Studio e successivamente incluse nell'album Tank! THE! BEST!.